# Штамповые стали
Штамповые стали — стали, применяемые для изготовления инструментов, необходимых для обработки металлов давлением, таких, как штампы, ролики, валики, пуансоны и т. д. Своё название получили по виду самого используемого инструмента.

## Классификация штамповых сталей
Штамповые стали делятся на две категории
1. Деформирующие металл в холодном состоянии
2. Деформирующие металл в горячем состоянии

## Описание свойств штамповых сталей
Сталь для штамповки в холодном состоянии обычно должна обладать высокой твёрдостью, обеспечивающей устойчивость стали против истирания, хотя и вязкость, особенно для пуансонов, имеет первостепенное значение.
Сталь для «горячих штампов» должна иметь низкую чувствительность к местным нагревам.
Кроме перечисленных выше свойств, от стали, из которой изготавливаются штампы больших размеров, требуется повышенная прокаливаемость. Сталь, применяемая для штампов и пуансонов сложных конфигураций, должна мало деформироваться при закалке.
Из углеродистых сталей марок У10,У11,У12 изготавливают штампы для холодной штамповки небольших размеров и несложной конфигурации. Их следует применять для относительно лёгких условий работы.
Для более сложных конфигураций и более тяжёлых условий работы применяют легированные закаливаемые в масле стали — чаще всего сталь Х (ШХ15).
Валки станов холодной прокатки изготавливают из хромистых сталей с 1 или 2 % хрома.
Металл, применяемый для горячих штампов, должен обладать определёнными свойствами, такими, как:
- жаропрочность
- красностойкость
- термостойкость
- вязкость
- прокаливаемость
- слипаемость

Для штампов, работающих в лёгких условиях, применяют углеродистые стали с содержанием углерода от 0,6 до 1,0 %, то есть У7, У8, У9. Наибольшее применение для изготовления таких штампов имеет сталь У7.
Для более тяжёлых условий применяют легированные стали. Наиболее распространённой является сталь 5ХНМ и её заменители: 5ХГМ, 5ХНСВ, 5ХНТ.